# Ambérieux-en-Dombes
Ambérieux-en-Dombes è un comune francese situato nel dipartimento dell'Ain della regione Alvernia-Rodano-Alpi.

## Storia

### Simboli
Lo stemma è stato adottato il 22 febbraio 1987. Il mastio rappresenta la locale torre in rovina, l'airone la Dombes e i cavalli l'allevamento degli equini. La corona e la mano di giustizia ricordano che fu residenza reale.

## Società

### Evoluzione demografica
Abitanti censiti